# HMS Campania (D48)
«Кампаніа» (англ. HMS Campania (D48)) — британський ескортний авіаносець типу «Наірана» часів Другої світової війни. Другий корабель у ВМС Великої Британії з такою назвою.

## Історія створення
Авіаносець «Віндекс» був закладений як рефрижераторне судно на верфі «Harland & Wolff» 12 серпня 1941 року, реквізований Адміралтейством та перебудований на ескортний авіаносець. Спущений на воду 17 червня 1943 року, вступив у стрій 7 березня 1944 року.

## Історія служби
Після вступу у стрій авіаносець «Кампаніа» здійснив супровід 6 гібралтарських конвоїв (06-08.1944).
Пізніше був залучений до супроводу арктичних конвоїв — JW 60/RA 60 (9.1944), під час якого його літаки потопили підводний човен U-921;  JW 61A/RA 61A (11.1944), JW 62/RA 62 (12.1944), під час якого його літаки потопили підводний човен U-365; JW 64/RA 64 (02.1945) та JW 65/RA 65 (03.1945).
У жовтні 1944 року та січні 1945 року двічі залучався до операцій зі знищення судноплавства біля узбережжя Норвегії. У другій половині 1945 року ніс службу на Балтиці.
У 1946 році корабель вивели в резерв. У 1949 році він був переобладнаний на плавучу виставку.
У 1952 році «Кампаніа» брав участь в операції «Ураган» (англ. Operation Hurricane) з випробування британської ядерної зброї.
У грудні 1952 року корабель остаточно був виведений в резерв, у 1955 році проданий на злам.